# Daniel van Heil

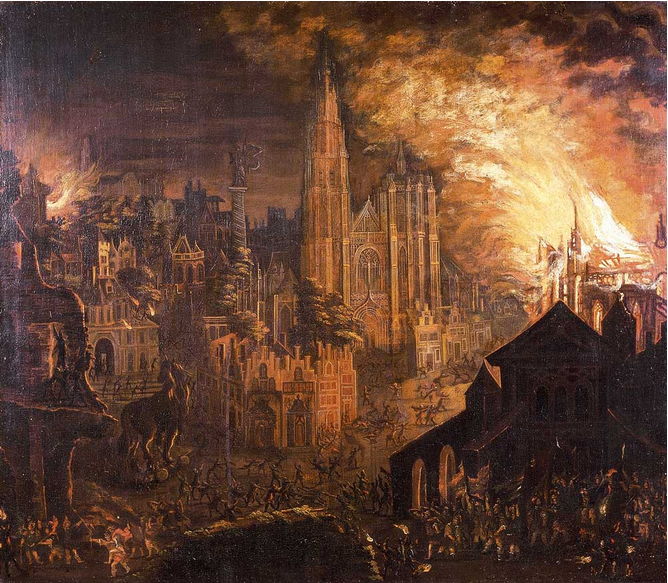
Incendie à Anvers.

Daniel van Heil, né en 1604 à Bruxelles, où il meurt en 1662, est un peintre flamand de l'époque baroque.

## Biographie
Il est le père de Theodore van Heil ainsi que le frère du peintre portraitiste Jan Baptist van Heil (en) et de l'architecte Leo van Heil (en), il se spécialise dans les vues de villes incendiées et les paysages enneigés.

## Œuvres
- Paysage hivernal, au Kunsthistorisches Museum, Vienne.
- Incendie de Sodome et Gomorrhe, musée des beaux-arts, à Verviers.
- Vue des abords d'une petite ville en hiver, Musée du Louvre, à Paris.
- Paysage hivernal, Musée de l'Ermitage, Saint-Pétersbourg.
- Incendie de la poudrière d'Anvers, musée des beaux-arts de Pau, France.